# 井上望
井上 望（いのうえ のぞみ、1963年2月4日 - ）は、元歌手・タレントで、音楽プロデューサーを中心に活動している。本名：武東 望（むとう のぞみ）、旧姓：井上。血液型はA型。
学歴は福岡県立大牟田北高等学校→東京都立代々木高等学校（編入）→堀越高等学校（編入、卒業）。

## 来歴・人物
福岡県大牟田市出身。日本テレビ系列の番組「スター誕生!」出身（第26回決戦大会合格）。最初に　所属していた事務所は第一プロダクション。
1979年ビクターから「ルフラン」で歌手デビュー。同年暮れの第21回日本レコード大賞（TBS系列）では「好きだから」で新人賞を受賞。
テレビのアニメソングを歌ったことをきっかけに、アニメソングの作詞作曲をはじめ、作った歌は数百になる。
後に、エド山口（ビジーフォーのモト冬樹の兄）と結婚。

## ディスコグラフィ
- 全てビクターからリリース。

### シングル
| # | 発売日          | A/B面 | タイトル                   | 作詞         | 作曲       | 編曲       | 規格品番 |
| - | --------------- | ----- | -------------------------- | ------------ | ---------- | ---------- | -------- |
| 1 | 1979年 5月25日  | A面   | ルフラン                   | 山上路夫     | 馬飼野康二 | 馬飼野康二 | SV-6593  |
| 1 | 1979年 5月25日  | B面   | センチメンタル・コメディー | 千家和也     | 穂口雄右   | 穂口雄右   | SV-6593  |
| 2 | 1979年 9月5日   | A面   | 好きだから                 | 千家和也     | 穂口雄右   | 穂口雄右   | SV-6628  |
| 2 | 1979年 9月5日   | B面   | 熱いまなざし               | 千家和也     | 穂口雄右   | 穂口雄右   | SV-6628  |
| 3 | 1979年 12月20日 | A面   | 花ねがわくば               | 千家和也     | 穂口雄右   | 穂口雄右   | SV-6673  |
| 3 | 1979年 12月20日 | B面   | ミスター・グッドバイ       | 千家和也     | 穂口雄右   | 穂口雄右   | SV-6673  |
| 4 | 1980年 3月21日  | A面   | メイク・アップ・ミー       | 安田博千代   | 馬飼野康二 | 馬飼野康二 | SV-6700  |
| 4 | 1980年 3月21日  | B面   | ウエルカム                 | 岡田弘子     | 馬飼野康二 | 馬飼野康二 | SV-6700  |
| 5 | 1980年 7月5日   | A面   | 悲恋一号                   | 阿久悠       | 川口真     | 川口真     | SV-7021  |
| 5 | 1980年 7月5日   | B面   | あのひとに知らせますか?    | 阿久悠       | 川口真     | 川口真     | SV-7021  |
| 6 | 1980年 10月5日  | A面   | シャドー・ボーイ           | 丸山圭子     | 杉真理     | 松井忠重   | SV-7046  |
| 6 | 1980年 10月5日  | B面   | プリマドンナ               | 千家和也     | 佐々木勉   | 船山基紀   | SV-7046  |
| 7 | 1981年 3月5日   | A面   | おはよう!スパンク          | 荒木とよひさ | 馬飼野康二 | 馬飼野康二 | KV-2030  |
| 7 | 1981年 3月5日   | B面   | 心の扉を誰かがたたく       | 荒木とよひさ | 馬飼野康二 | 馬飼野康二 | KV-2030  |
| 8 | 1981年 5月21日  | A面   | 恋のシュラシュシュ         | 森雪之丞     | Joe Lemon  | 松井忠重   | SV-7113  |
| 8 | 1981年 5月21日  | B面   | 反則ブギ                   | 森雪之丞     | 森雪之丞   | 松井忠重   | SV-7113  |
| 9 | 1982年 3月5日   | A面   | 哀しみよこんにちは         | 荒木とよひさ | 馬飼野康二 | 馬飼野康二 | KV-2048  |
| 9 | 1982年 3月5日   | B面   | ワンダー・フルフル         | 荒木とよひさ | 馬飼野康二 | 馬飼野康二 | KV-2048  |

### アルバム

#### ベスト・アルバム
1. シャドー・ボーイ（1980年11月／SJX-30034）
2. 井上望コレクション（2004年2月21日／VICL-61321）

### タイアップ曲
| 年     | 楽曲                 | タイアップ                                            |
| ------ | -------------------- | ----------------------------------------------------- |
| 1981年 | おはよう!スパンク    | テレビ朝日系テレビアニメ「おはよう!スパンク」OP主題歌 |
| 1981年 | 心の扉を誰かがたたく | テレビ朝日系テレビアニメ「おはよう!スパンク」挿入歌   |
| 1982年 | 哀しみよこんにちは   | アニメ映画「劇場版 おはよう!スパンク」ED主題歌        |
| 1982年 | ワンダー・フルフル   | アニメ映画「劇場版 おはよう!スパンク」挿入歌          |

### その他
- 終わらない物語（作詞・作曲：井上望、編曲：安井歩）アニメ「も〜っと! おジャ魔女どれみ」挿入歌

## 作詞・作曲
- Still Love You（作詞・作曲：井上望、歌：森口博子）OVA「サーキットエンジェル〜決意のスターティング・グリッド〜」エンディング
- 海よりも深く（作詞：井上望、作曲：白川明、歌：彩恵津子）アニメ「機動武闘伝Gガンダム」前期エンディング
- 私たちになりたくて（作詞：秋元康、作曲：井上望、歌：藤谷美和子）アニメ「美少女戦士セーラームーンSupers」エンディング
- 特撮ドラマ「宇宙戦隊キュウレンジャー」
  - キュータマダンシング!（作詞・ショウ・ロンポー／井上望、作曲：平沢敦士、編曲：川瀬智（Project.R）、歌：松原剛志（Project.R） ）エンディング
  - ラッキー ミラクル パラダイス（作詞・井上望、作曲：大石憲一郎、編曲：大石憲一郎（Project.R）、歌：ホシ★ミナト（松本寛也））イメージソング ※コーラスにも参加[2]
- アニメ「おジャ魔女どれみドッカ〜ン!」挿入歌／イメージソング
  - わたしはおジャ魔女ハナちゃん!!（作詞：井上望、作曲・編曲：金井江右、歌：大谷育江）
  - だいすきな絵本とママのうた（作詞：井上望、作曲：濱田理恵、編曲：中畑丈治、歌：大谷育江）
  - ソフトクリームを食べながら（作詞：成田良美、作曲：井上望、編曲：HULK、歌：能登麻美子）
  - 忘れない…（作詞：影山由美、作曲：井上望、編曲：HULK、歌：ゆみたかよ）
  - OK!（作詞・作曲：井上望、編曲：信田かずお、歌：秋谷智子）

## テレビ番組

### ドラマ
- 猿飛佐助（1980年、NTV）
- 土曜ワイド劇場 / 35年目の亡霊 学童疎開殺人事件（1980年9月20日、ANB）
- 俺んちものがたり!（1980年、TBS）
- ザ・ハングマンII 第18話「さらわれた女子大生! 救出トンビ作戦」（1982年、ABC）

### バラエティ
- カックラキン大放送（日本テレビ）
- 一発逆転!!げんてんクイズ（1982年、よみうりテレビ） - 芸能人参加となった後期に準レギュラー出演するも、自分が主題歌を歌った『おはよう!スパンク』の裏のため、8回で終了。
- 体当り!!スーパーレース（1982年、日本テレビ）
- やっさんのはちゃめちゃ捕物帖(朝日放送)
- 快進撃TVうたえモン（1999年、フジテレビ） - 『おはよう!スパンク』を歌った。
- 芸能人対抗！家族のキズナ歌合戦（2016年、BS日テレ） - 第6回兄弟芸能人対決！で家族と義弟のモト冬樹一家と出演して歌った。

### CM
- 牛乳石鹸共進社（ハンディクリーミィウオッシュ）

### 声優
- おはよう!スパンク（1982年） - 由美子 役[3] ※アニメ映画